# Szellemi életkor
A szellemi életkor vagy mentális életkor (mental age, MA) a tényleges vagy kronológiai életkorral szemben az egyén szellemi, intellektuális fejlettségi szintjét, kognitív képességeit kifejező, a pszichológiában alkalmazott mutatószám. Mérésére a közel százéves múltra visszatekintő Stanford–Binet-teszt ötödik, átdolgozott változatát (SB5) alkalmazzák. Szerepe elsősorban a tizenhat év alatti életkorú gyermekek mentális-kognitív fejlődésének indexálásában jelentős. A teszt során kapott szellemiéletkor-mutatót (MA) az alany kronológiai életkorával (CA) elosztva, majd százzal beszorozva nyerik a végső mutatószámot, azaz a 100 alatti értékek kisebb-nagyobb mérvű szellemi-mentális elmaradásra utalnak.
A teszt során a gyerekek által megadott válaszok és az általuk elvégzett feladatok alapján vizsgálják a nyelvi készségeket, a kézügyességet és a motorikus készségeket (mozgáskészség), emellett a veleszületett problémamegoldó képességeket (fluid intelligencia), a számérzéket (kvantitatív következtetés), a vizuális információfeldolgozást, a téri viszonyok felfogását, a koncentrációs képességet és a rövid távú emlékezetet (munkamemória).
Egyes pszichometriával foglalkozó szakemberek a gyermekek szellemi életkorának mérését a szokványos intelligenciateszteknél pontosabb módszernek tartják, ugyanakkor önmagában a mutatószám nem feltétlenül irányadó, az egyes válaszok is alapos elemzést kívánnak. A teszt során ugyanis többféle kognitív képességet mérnek, és ezek pontjai összegződnek a teszt végeredményében. Két, azonos szellemiéletkor-mutatóval rendelkező gyermek különféle készségei tehát nagyban eltérhetnek egymástól. Előfordulhat, hogy egy gyermek szellemi és kronológiai életkorának az átlagnak megfelelő hányadosa mögött az áll, hogy bizonyos területeken kimagasló képességű, más területeken viszont elmarad a vele egykorúaktól.

## A szellemi életkor mérésének története
A szellemi vagy mentális életkor mérésére az 1905-ben Alfred Binet és Theodore Simon által kidolgozott Binet–Simon-teszt 1916-ban, majd 1937-ben a Stanford Egyetem kutatói által jelentősen továbbfejlesztett változatát, a Stanford–Binet IQ tesztet alkalmazzák. Jelenleg ötödik átdolgozott változata – rövidítéssel az SB5 – van használatban. További, a szellemi életkor mérésében – esetleg a fenti tesztek kiegészítéseként, kontrolljaként – alkalmazott pszichometriai módszerek a másfél-négyéves gyermekek körében használt Merrill–Palmer-teszt (1931, 1948), illetve a kettő-nyolc évesek tesztelésére alkalmazott Griffiths-teszt (1954).
Binet és Simon eredetileg a gyermekek mentális életkorát ún. intelligenciakorban fejezte ki, azaz megállapították a háromévesek, négyévesek stb. elvárható intelligenciaszintjét. Első tesztjeik egyikében négyéves korú óvodásokkal végezték el a következő vizsgálatot: a gyermekektől megkérdezték, hogy kit tartanak pajtásaik közül ugyanolyan okosnak, okosabbnak és butábbnak saját maguknál. Az eredmény bizonyította, hogy már a gyermekek is az életkori különbségek alapján ítélik meg társaik intelligenciáját: a fiatalabbakat butábbaknak, az idősebbeket okosabbaknak tartották.[forrás?]
Az ifjú- és a felnőttkorban a teszt középértékei már nem változnak jelentősen, s az eredmények félrevezetőek lehetnek. Elsőként Louis Leon Thurstone támadta meg 1926-ban a szellemi életkor mérésének relevanciáját felnőttek esetében. Kimutatta, hogy egy bizonyos életkor fölött az egyes kognitív készségek nem változnak jelentősen, azaz a nagyjából változatlan mentális életkor és a növekvő kronológiai életkor hányadosa egyre torzultabb adatokat mutat. A probléma megoldására az életkori csoportokra jellemző, súlyozott átlagértékek bevezetését javasolta a hányadosszámítás helyett, de a pszichometriában módszere nem vált általánossá.
A szellemi életkor és az intelligencia mérésének továbbfejlesztéséhez hozzájárult Charles Spearman 1927-ben tett javaslata, amely szerint az intelligencia alapvetően két tényezőre osztható (kéttényezős elmélet). Egyfelől elkülönítette a kognitív készségeket lefedő általános intelligencia tényezőit (general factor, g-faktor),  valamint az előbbiekre épülő, egyedi mentális tényezőket magukban foglaló specifikus intelligencia tényezőit, mint amilyen például a logikai, téri, tájékozódási, zenei intelligencia (specific factor, s-faktor). Egy évtizeddel később, 1938-ban ismét Thurstone állt elő újabb, átgondoltabb tézisével, a mentális képességekre vonatkozó többtényezős elméletével. Ezek szerint a mentális képességek legkevesebb hét tényezőből állnak össze, úgymint: szókincshasználat (w), verbális felfogás (v), számolási képesség (n), emlékezés (m), következtetés vagy indukció (r), térbeli tájékozódás (s) és észlelési gyorsaság (p). Elmélete szerint – amely ma is a mentáliséletkor-számítás egyik alapelve – e hét intelligenciatényező egymástól elkülönítve vizsgálandó.